# 戸田忠至
戸田 忠至（とだ ただゆき）は、江戸時代後期（幕末）から明治時代前期にかけての陪臣（大名家臣）、のち独立の大名。下野宇都宮藩の重臣、後に下野高徳藩の初代藩主。江戸幕府若年寄で、明治政府では参与でもあった。

## 来歴
文化6年（1809年）、宇都宮藩の重臣田中忠舜（第2代宇都宮藩主戸田忠翰の弟で、200石の重臣として5代藩主戸田忠明や6代藩主戸田忠恕を補佐した）の次男として生まれる。文政元年（1818年）3月に家臣の木村内蔵助の養子となったが、文政12年（1829年）11月、養子縁組を解消される。天保4年（1833年）12月23日、宇都宮藩の家臣となり200石を知行した。天保13年（1842年）3月25日、姉の嫁ぎ先であった重臣の間瀬家を相続し、600石を知行した。後に加増されて1000石となる。用人や番頭職を歴任し、弘化元年（1844年）6月に家老、安政3年（1856年）10月に上席家老になった。
文久2年（1862年）閏8月14日、幕府が宇都宮藩の提出した山陵修補の建白を採用した。この頃、戸田姓に改める。同年10月22日、藩が幕府より天皇陵補修の命を受け、忠至は山陵奉行に任じられた。文久3年（1863年）1月21日、従五位下・大和守に叙任する。元治元年（1864年）1月29日に大名格となり、同年7月12日に諸侯（正式の大名）に加えられた。同年末までに畿内における山稜全ての補修を終了、慶応元年（1865年）9月25日に幕府はその功績に対し2000両を支給した。
元治元年に天狗党の乱が発生すると、水戸天狗党による藩への援助要請を拒絶したが、乱後、追討しなかったために幕府から結託を疑われ、宇都宮藩は陸奥棚倉への減移封を命じられそうになった。しかし、山稜修補の功労者であった忠至が朝廷に運動した結果、移封は中止となった。
慶応2年（1866年）3月、藩主戸田忠友は忠至の功により1万石を分与し、忠至は高徳藩を興した。同年12月28日、幕府から禁裏付頭取との兼任を命じられる。慶応3年（1867年）7月5日、若年寄との兼任を命じられる。
慶応4年（1868年）1月20日、新政府から参与兼会計事務掛を命じられる。同年4月29日、京都裁判所副総督との兼任を命じられ、閏4月22日、従四位上に昇進する。
明治2年（1869年）5月15日に隠居し、長男の忠綱に家督を譲った。同年12月12日、明治政府は山陵修復の債務に苦しむ忠至に対し、7000両を支給した。
明治16年（1883年）、死去、享年75。

## 系譜
父母
- 田中忠舜（実父）
- 利津 - 正室（実母）
- 木村内蔵助（養父）
- 間瀬某（養父）

正室
- 新子 - 中島六郎の娘

子女
- 戸田忠綱（長男） 生母は新子
- 秋元興朝（次男）
- 照 - 大岡忠貫継室

養女
- 淑子 - 戸田忠友正室、戸田忠温の娘